# St. Michael (Hertfordshire)
St. Michael es una parroquia civil del distrito de St. Albans, en el condado de Hertfordshire (Inglaterra).

## Geografía
Según la Oficina Nacional de Estadística británica, St. Michael tiene una superficie de 21,2 km².

## Demografía
Según el censo de 2001, St. Michael tenía 494 habitantes (51,82% varones, 48,18% mujeres) y una densidad de población de 23,3 hab/km². El 20,04% eran menores de 16 años, el 75,3% tenían entre 16 y 74 y el 4,66% eran mayores de 74. La media de edad era de 39,95 años. Del total de habitantes con 16 o más años, el 20,76% estaban solteros, el 68,35% casados y el 10,89% divorciados o viudos.
El 88,89% de los habitantes eran originarios del Reino Unido. El resto de países europeos englobaban al 3,43% de la población, mientras que el 7,68% había nacido en cualquier otro lugar. Según su grupo étnico, el 97,97% eran blancos, el 1,22% asiáticos y el 0,81% negros. El cristianismo era profesado por el 71,72%, el budismo por el 0,81%, el judaísmo por el 0,61% y cualquier otra religión, salvo el hinduismo, el islam y el sijismo, por el 0,61%. El 18,99% no eran religiosos y el 7,27% no marcaron ninguna opción en el censo.
Había 7 hogares sin ocupar y 191 con residentes, de los cuales el 18,85% estaban habitados por una sola persona, el 1,57% por padres solteros, el 25,65% por parejas sin hijos, el 26,7% por parejas con hijos dependientes y el 10,99% con hijos independientes, el 9,42% por jubilados y el 6,81% por otro tipo de composición. 266 habitantes eran económicamente activos, 263 de ellos (98,87%) empleados y 3 (1,13%) desempleados.